# Хронологія історії Хіросіми
Події класифіковані і позначені такими кольорами:

## Таблиця
| Рік               | Рік | Подія |
| 1589              |     | Морі Терумото видає наказ спорудити нову родову замок-резиденцію у місцевості Хакосіма у дельті річки Ота.                                                                                               |
| 1591              |     | Морі Терумото перебирається до недобудованого замку і перейменовує місцевість на «Хіросіма». У стін замку виникає призамкове містечко Хіросіма.                                                          |
| 1599              |     | Завершено будівництво Хіросімського замку, нової резиденції роду Морі. |
| 1600              |     | Замість Морі Терумото, який зазнає поразки у битві при Секіґахара і втрачає провінцію Акі, володарем Хіросіми стає Фукусіма Масанорі. Засновується Хіросіма-хан.                                         |
| 1601—1618         |     | Фукусіма Масанорі переносить старий шлях Санйодо до Хіросіми і будує міські порти на рекультивованих ділянках Еба і Кусацу.                                                                              |
| 1619              |     | Замість Фукусіми Масанорі, який без дозволу сьоґунату організовує ремонтні роботи в замку Хіросіма і позбувається за це володінь, володарем Хіросіми стає Асано Наґаакіра.                               |
| 1619—1871         |     | Головування роду Асано в Хіросіма-хані. |
| 1871, 29 серпня   |     | Всеяпонська адміністративна реофрма — ліквідація ханів і утворення префектур. Хіросіма-хан перетворено на префектуру Хіросіма.                                                                           |
| 1871, 12 жовтня   |     | Встановлення у Хіросімському замку казарм дивізії Західної Японії (鎮西鎮台第一文営), що формується з колишніх вояків хану.                                                                              |
| 1873, 9 січня     |     | Встановлення у Хіросімському замку казарм військ п'ятої армійської хіросімської дивізії (第五軍管広島鎮台).                                                                                              |
| 1884, вересень    |     | Початок будівництва порту Удзіна у містечку Хіросіма за наказом хіросімського префекта. |
| 1888, 14 травня   |     | П'ятої армійської хіросімської дивізії перейменована у штабквартиру п'ятої дивізії (第五師団司令部). |
| 1889, 1 квітня    |     | Надання статусу міста містечку Хіросіма. Перетворення його на центр однойменної префектури. |
| 1889, листопад    |     | Завершено будівництво порту Удзіна і рекультиваційних робіт. |
| 1893, травень     |     | Засновано акціонерне товариство "Хіросімське електроосвітлювачі". |
| 1894, 10 червня   |     | Прокладено залізницю Санйо до міста Хіросіма. |
| 1894, 4 серпня    |     | На запит Міністерства Армії Японії почали будівництво залізниці зі станції Хіросіма до порту Удзіна, яке завершили 20 серпня.                                                                            |
| 1894, 15 вересня  |     | У зв'язку з початком японсько-китайської війни Головний штаб японської армії та Імперський парламент тимчасово перебираються до Хіросіми. Після цього місто починає розвиватися як військовий мегаполіс. |
| 1894, жовтень     |     | Проведено електрифікацію Хіросіми. |
| 1899, 1 січня     |     | Початок постачання води з водопроводу у Хіросімі. |
| 1899, 1 січня     |     | Початок постачання води з водопроводу у Хіросімі. |
| 1909, жовтень     |     | Засновано акціонерне товариство «Хіросімський газ». |
| 1909, жовтень     |     | Засновано акціонерне товариство «Хіросімський газ». |
| 1909, 19 грудня   |     | Ввдення в дію легкої залізниці між Йокогавою і Гіоном（下祇園駅と古市橋駅の間） |
| 1910, 1 жовтня    |     | Початок постачання газу в Хіросімі. |
| 1911              |     | Закопано зовнішні рови Хіросімського замку. |
| 1910, 1 жовтня    |     | Початок дії Хіросімського трамваю по чотирьох лініях (Хіросіма — Камія-тьо — Міюкібасі, Хаттьоборі — Хакусіма).                                                                                          |
| 1915, 28 квітня   |     | Початок дії Електрички Ґейбі |
| 1945, 28 квітня   |     | Споруджено тимчасову відділ японського монетного двору в Хіросімі. |
| 1945, 6 серпня    |     | авіація США скинула ядерну бомбу на Хіросіму. Перше атомне бомбардування у світі. |
| 1945, 17 вересня  |     | Хіросімою пройшовся сильний тайфун. Загинуло і пропало безвісти 2012 осіб. |
| 1949              |     | Прийняття Парламентом Японії і міським голосуванням особливого закону про "Розбудову міста миру Хіросіми"                                                                                                |
| 1951              |     | Засновано професійний бейсбольний клуб "Хіросімські карпи". |
| 1955              |     | Осушено річку Хіратая (Такетая) |
| 1961              |     | Відкрито Хіросімський аеропорт |
| 1964              |     | Завершення електрифікації Хіросіми і залізниці Санйо-хонсен. |
| 1967              |     | Завершення будівництва дренажного каналу річки Ота. |
| 1975, 10 березень |     | Початок роботи Санйо-сінкансена. |
| 1979, листопад    |     | Перша всеяпонська перемога "Хіросімських карпів" |
| 1985, 20 березня  |     | Відкриття Хіросімської швидкісної автостради |
| 1994, 20 березня  |     | Проведення Азійських ігор в Хіросімі |